# Церковь Святой Екатерины (Архангельск)
Церковь Святой Екатерины — бывший лютеранский храм, находящийся в центре Архангельска. Внутри расположен орган во всю высоту здания. Сегодня является камерным залом Поморской государственной филармонии.

## История
Начиная с середины XVII века в Архангельске постоянно проживало большое количество иностранных купцов, в том числе немцев и голландцев. Первоначально в городе был создан реформатский приход (именовавший голландским), а к 1683 году и лютеранский (именовавшийся гамбургским). Оба имели отдельные здания, сделанные из дерева. В 1768 году лютеране построили новое каменное здание, которое существует и по настоящее время. После нескольких перестроений изначально барочное здание приобрело более готический облик.
Указом от 30 ноября 1817 года реформатский и лютеранский приходы были объединены в один. Богослужения проводились в обоих зданиях, причём праздничные преимущественно в церкви Святой Екатерины.
После Октябрьской революции церковь была закрыта, здание использовалось сперва в качестве спортзала, затем была передано филармонии и переделано для музыкальных выступлений.

### Пасторы, служившие в приходе
- Франц Лорец Фрадер (1686—1695)
- Ульрих Томас Роллоф (1696—1699)
- Филипп Михаэлис (1710—1717)
- Фридрих Петер Ланге (1718—1727)
- Людвиг Самуэл Зигман (1727—1740)
- Самуэл Конради (1740—1747)
- Георг Эренфрид Раупах (1748—1772)
- Петер Хайнрих Клуг (1772—1781)
- Иоханн Георг Лампе (1781—1783)
- Иоханн Хайнрих Линдес (1783—1795)
- Франц Зукас — (1795—1817)
- Иоханн Арнольд Брюнинг (1817—1820)
- Карл Фридрих Август Бреме (1820—1860)
- Вильгельм Брюкнер (1860—1862)
- Клаус Хансен (1862—1892)
- Эмиль Эвальд Вегенер (1892—1893)
- Фридрих Вильгель Бок (1893—1910)
- Ф. Феерман (1911)
- Вильгельм Хуго Франц Краузе (1911—1914)
- Фридрих Барнел (1915—1920)

## Галерея

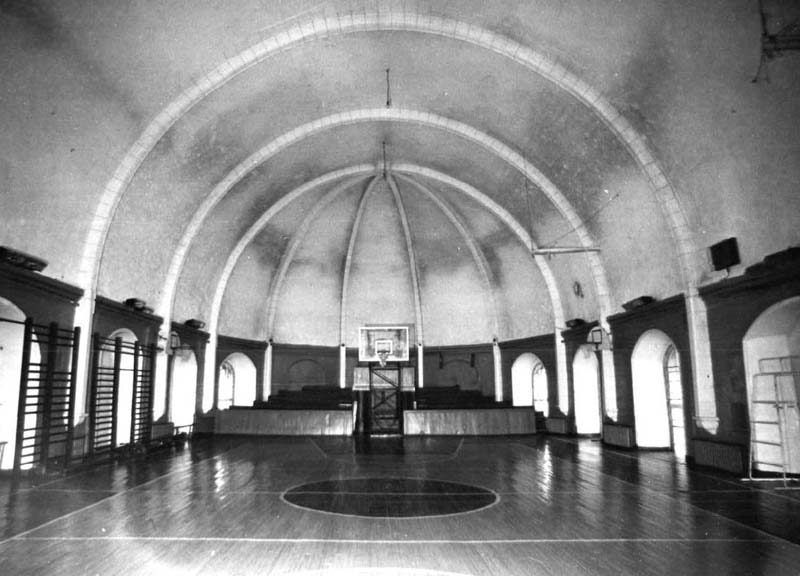
Лютеранская церковь Св. Екатерины (кирха) времен СССР волейбольная площадка 1983 год
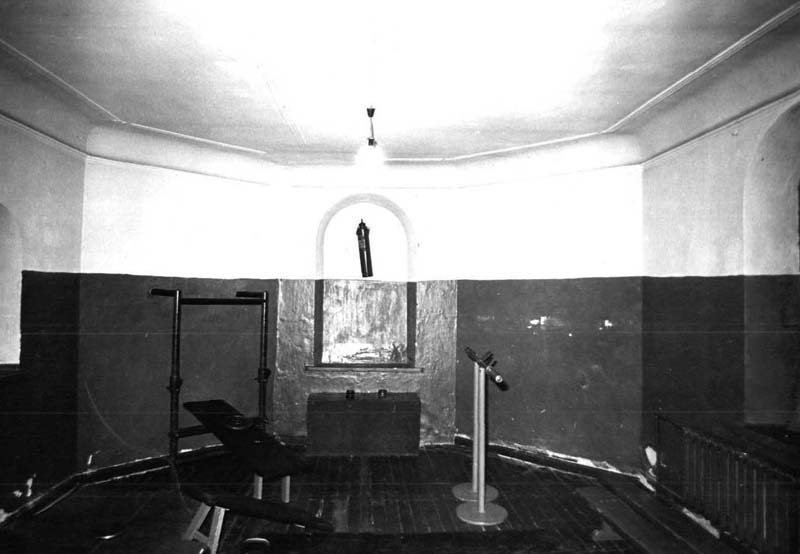
Лютеранская церковь Св. Екатерины (кирха) времен СССР спортзал 1983 год
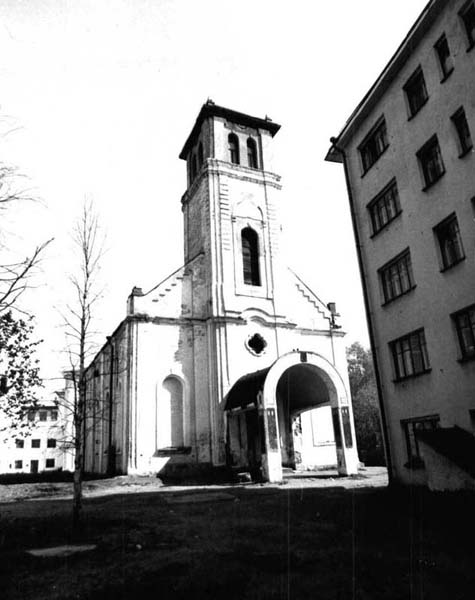
Лютеранская церковь Св. Екатерины (кирха) времен СССР 1983 год
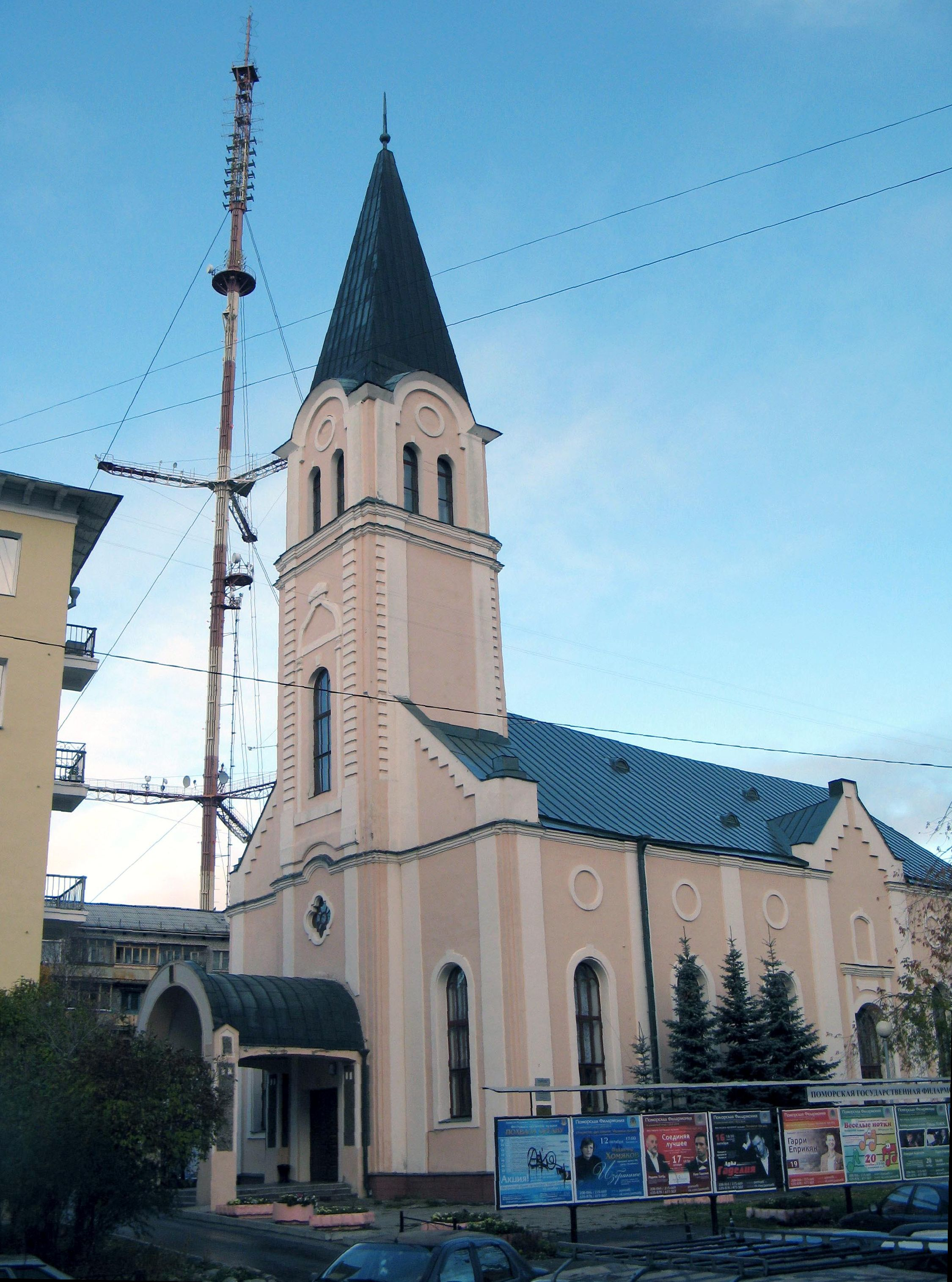
Учреждение культуры Поморская государственная филармония 2015 год